# مارسیو آموروسو
مارسیو آموروسو دوس سانتوس (به پرتغالی: Márcio Amoroso dos Santos) بازیکن فوتبال در پست مهاجم اهل برزیل است که در شهر برازیلیا و در تاریخ ۵ ژوئیهٔ ۱۹۷۴ به دنیا آمده‌است.
مارسیو آموروسو در تیم‌های فوتبال آریس سالونیک ،توکیو وردی، فلامینگو، اودینزه، پارما و بروسیا دورتموند سابقهٔ حضور دارد.

## تیم ملی
این بازیکن همچنین در سال، ۱۹۹۵ – ۲۰۰۳ برای، تیم ملی فوتبال برزیل به میدان رفته‌است